# Phil Jagielka
Philip „Phil” Nikodem Jagielka (ur. 17 sierpnia 1982 w Manchesterze) – angielski piłkarz, który występował na pozycji obrońcy. Najwięcej występów zaliczył dla angielskiego Evertonu.  
W latach 2008-2016 reprezentant Anglii. Uczestnik Mistrzostw Świata w 2014 roku. 

## Kariera klubowa
Jagielka profesjonalną karierę zaczął w Sheffield United, skąd latem 2007 roku przeniósł się do Evertonu za 4 miliony funtów. W sezonie 2005/06 został ogłoszony zawodnikiem roku Championship.
14 sierpnia 2007 roku zadebiutował w spotkaniu przeciwko Tottenhamowi, w 80 minucie spotkania wszedł z ławki zastępując Victora Anichebe. Mecz zakończył się zwycięstwem Evertonu wynikiem 3:1. W debiutanckim sezonie wystąpił w 49 meczach, strzelił 2 bramki i zaliczył 3 asysty.
Swój debiut w fazie grupowej europejskich pucharów zaliczył w Pucharze UEFa w sezonie 2007/08 w spotkaniu przeciwko 1. FC Nürnberg, występując tylko przez minutę meczu, który zakończył się wynikiem 2:0  na konto Angilków. W pucharach doszedł do 1/8 finału, gdzie natrafił na ACF Florentine. Pierwszy mecz zakończył się porażką Evertonu wynikiem 2:0, Jagielka rozegrał pełne 90 minut. Mecz rewanżowy rozegrał się na stadionie Goodison Park, gdzie po wygranym w regulaminowym czasie gry Everton wygrywał 2:0. Wynik w dwumeczu wynosił 2:2, przez co spotkanie musiało zostać dogrywane, żeby wyłonić zwycięzcę. W dogrywce nie padła żadna bramka, więc spotkanie potoczyło się do rzutów karnych, w których Florentina zwyciężyła 4:2, a Everton odpadł z turnieju. Phil Jagielka rozegrał 120 minut spotkania, w którym w rzutach karnych przestrzelił karnego na wagę awansu.
Po raz ostatni w Pucharze UEFA wystąpił w sezonie 2008/09, w późniejszym czasie puchar został przekształcony na Ligę Europy.
W lidze Europy zadebiutował w drugiej rundzie meczu rewanżowego przeciwko Sporting CP, w którym w 52 minucie wszedł z ławki. Ostatecznie spotkanie zakończyło się porażką Evertonu 0:3.
Swój najlepszy okres zaliczył w  sezonie 2014/15. Jagielka rozegrał 48 meczów i strzelił 6 bramek. Występował w roli kapitana. W lidze Europy doszedł 1/8 finału, w której zmierzył się z ukraińskim Dynamem Kijów. Pierwszy mecz zakończył się zwycięstwem Evertonu wynikiem 2:1, w której rozegrał pełne 90 minut i występował w roli kapitana. W drugim meczu Jagielka strzelił bramkę na 2:5, po asyście Leighton Baines. Ostatecznie spotkanie zakończyło się sporą porażką Anglików 2:5, którzy odpadli z turnieju.
Ostatni występ w europejskich pucharach przypadł na sezon 2017/18. W Anglii wystąpił w 27 spotkaniach i zaliczył asystę. W lidze Europy wystąpił raz w przegranym meczu w fazie grupowej przeciwko włoskiej Atalancie (0:3).
Łącznie w Evertonie wystąpił w 385 meczach, strzelił 19 bramek i zaliczył 11 asyst. Jest uważany za legendę w klubie.
4 lipca 2019 roku powrócił do swojego pierwszego klubu Shieffield United. Pierwszy mecz po powrocie rozegrał przeciwko Crystal Palace, spotkanie zakończyło się zwycięstwem Shieffield wynikiem 1:0.
17 sierpnia 2019 roku trafił do drugoligowego Derby County. 
15 stycznia 2022 roku przeszedł do Stoke City. W Stoke rozegrał 50 spotkań, strzelił 2 bramki i zaliczył asystę.
1 lipca 2023 roku rozwiązał kontrakt z klubem. 28 listopada 2023 roku zakończył piłkarską karierę.

## Kariera reprezentacyjna
Ma za sobą występy w reprezentacji Anglii do lat 21, na swoim koncie zapisał także jedno spotkanie w reprezentacji B.
1 lipca 2008 roku zaliczył debiut w dorosłej reprezentacji w wygranym 3:0 spotkaniu z Trynidadem i Tobago.
W kwietniu 2009 roku zerwał więzadła krzyżowe w kolanie, co wykluczyło go z gry na ponad 10 miesięcy. Nie wystąpił na Mistrzostwach Świata w RPA.
Brał udział w eliminacjach do Mistrzostw Europy w 2012 roku oraz Mistrzostw Świata w 2014 roku.
Został powołany na Euro 2012, jednak nie rozegrał w nim żadnego meczu.
Został powołany na Mistrzostwa Świata w 2014 roku. Pierwsze mecz został rozegrany przeciwko reprezentacji Włoch. Jagielka rozegrał pełne spotkanie, które zakończyło się zwycięstwem Włoch 1:2. Drugi mecz odbył się przeciwko reprezentacji Urugwaju. Jagielka ponownie rozegrał 90 minut spotkania, a Anglia przegrała spotkanie wynikiem 1:2, tracąc możliwość wyjścia z grupy. W trzecim bezbramkowym spotkaniu przeciwko reprezentacji Kostaryki Jagielka nie wystąpił, a Anglicy jak było wcześniej wiadomo odpadli z turnieju.
Ostatni mecz w reprezentacji rozegrał przeciwko reprezentacji Hiszpanii, Jagielka wszedł w drugiej połowie spotkania zastępując Gary'ego Cahilla. Mecz zakończył się remisem 2:2.
Łącznie rozegrał w barwach Anglii rozegrał 40 spotkań w których strzelił 3 bramki i zaliczył asystę.